# Koppe princeps
Koppe princeps es una especie de arañas araneomorfas de la familia Liocranidae.

## Distribución geográfica
Es endémica de Célebes (Indonesia).